# ويليام إتش. دوليتل
ويليام إتش. دوليتل هو محامي وسياسي أمريكي، ولد في 6 نوفمبر 1848 في مقاطعة إيري في الولايات المتحدة، وتوفي في 26 فبراير 1914 في تاكوما في الولايات المتحدة. نشط حزبياً في الحزب الجمهوري. وقد انتخب عضو مجلس النواب الأمريكي ‏.